# Catherine Collard
Pour les personnes ayant le même patronyme, voir Collard.
 (novembre 2023).
Si vous disposez d'ouvrages ou d'articles de référence ou si vous connaissez des sites web de qualité traitant du thème abordé ici, merci de compléter l'article en donnant les références utiles à sa vérifiabilité et en les liant à la section « Notes et références ».
Catherine Collard, née le 11 août 1947 à Thuir et morte le 10 octobre 1993 à Paris, est une pianiste française.

## Biographie
Catherine Collard entre à quatorze ans au Conservatoire national supérieur de musique à Paris, où elle travaille avec Yvonne Lefébure et Germaine Mounier. Elle en sort avec le premier prix de piano en 1964, et le premier prix de musique de chambre en 1966. Elle remporte dès lors de nombreux prix et concours (Claude Debussy, Olivier Messiaen, Fondation de la vocation, etc.), qui l'ont amenée dans les plus grands festivals et dans les plus prestigieuses salles de concert du monde.
Elle a souvent joué en duo avec Anne Queffélec. Elle fut professeur au conservatoire de Saint-Maur-des-Fossés. Sur la fin de sa vie, et après une longue période creuse, elle a gravé de 1987 à 1993 une douzaine de disques pour le label Lyrinx, salués unanimement par la critique et les mélomanes. Elle a ainsi imposé son nom comme celui d’une interprète incontournable, notamment pour Haydn et Schumann, avant de décéder brutalement des suites d'un cancer à l'âge de quarante-six ans.
Elle est inhumée au columbarium du Père-Lachaise (division 87, case n° 20 493).

## Discographie
- Gilbert Amy, Épigramme
- Jean-Sébastien Bach, Prélude et fugue en la mineur (Bach/Liszt), Prélude et fugue en ut majeur BWV 846
- André Boucourechliev, Archipel 4 (1970, Philips)
- Claude Debussy, Préludes des livres I et II, Études pour les sonorités opposées, Études pour les arpèges composés, Mélodies (avec Nathalie Stutzmann)
- Johannes Brahms, Sonate pour violoncelle et piano no 1 et no 2 (avec Suzanne Ramon), Rhapsodie op.79, Intermezzi op.117, Klavierstücke op.118
- César Franck, Prélude, Choral et Fugue, Quintette et Sonate pour violon et piano (avec Régis Pasquier et le quatuor Orlando)
- Edvard Grieg, Concerto pour piano
- Joseph Haydn, Sonates (3 volumes)
- Olivier Messiaen, Regard de l'Onction terrible
- Wolfgang Amadeus Mozart, Sonates pour flûte et piano / K.376, K.296, K.377 (avec Philippe Bernold), Sonates pour piano K.332, 457 & 545 / Fantaisie K.475
- Sergueï Prokofiev, Sonate pour violon et piano no 1 (avec Catherine Courtois)
- Maurice Ravel, Jeux d'eau, Mélodies (avec Nathalie Stutzmann)
- Erik Satie, 3 Gymnopédies et 6 Gnossiennes (avec Anne Queffélec)
- Arnold Schönberg, Klavierstücke op.11
- Robert Schumann, Carnaval, Papillons, Arabesque), Scènes d'enfants, Sonate en fa mineur, Davidsbündlertänze, Concerto pour piano et orchestre, Le cycle de lieder Dichterliebe (avec la contralto Nathalie Stutzmann), Sonate pour violon et piano no 1 et no 2 (avec Catherine Courtois)
- Vincent d'Indy, Symphonie sur un chant montagnard français op.25 « Symphonie cévenole » – Orchestre philharmonique de Radio France, dir. Marek Janowski (6-8 mai 1991, Erato 45821-2)